# Atimiosa quinquemucronata
Atimiosa quinquemucronata là một loài nhện trong họ Tetragnathidae.
Loài này thuộc chi Atimiosa. Atimiosa quinquemucronata được Eugène Simon miêu tả năm 1895.